# Åbne øjne
Åbne øjne er en dansk dokumentarfilm fra 2015 instrueret af Olivia Chamby-Rus. Filmen er produceret under Den Danske Filmskole.

## Handling
Det begynder i mørke og ender i mørke, men ind i mellem er der en stemme. Fra stuen fortæller stemmen om det gyldne lys den står i. Hun hælder te op, og brænder fingerspidserne på det kogende vand. Sammen med nakken og lyset minder hænderne os om porcelæn. "The moment I opened my eyes and realized I had forgotten all about who I was", læser stemmen højt for os. Måske er det ikke porcelæn, men marmor vi bliver mindet om. Måske er det gyldne lys i virkeligheden gult. Hun strækker en hånd ud for at mærke hvor hun kan være. Vi følger den blinde Anne Sofie i hendes hverdag, mens hun fortæller om sin verden, som ikke er sort, men fyldt med ubekendte farver.

## Medvirkende
- Anne Sofie Marisa Jensen
- Hazel Gezen
- Anna Lia Bright